# Хартфорд (Хартфордшир)
Ха́ртфорд (англ. Hertford) — город в Англии, административный центр графства Хартфордшир.

## География
Город расположен в центральной части графства Хартфордшир, на территории района Ист-Хартфордшир, в 30 км к северу от центра Лондона. Через город проходит шоссе A1.

## Известные уроженцы
- Альфред Рассел Уоллес (1823 — 1913) — британский натуралист, путешественник, географ, биолог и антрополог,
- В 1968 году здесь образовалась группа Deep Purple